# Plazmogamia
Plazmogamia – pierwszy etap zapłodnienia u grzybów. Plazmogamia to zespolenie się cytoplazm dwóch zróżnicowanych płciowo komórek generatywnych. Po plazmogamii następuje kariogamia (zlanie się jąder), co prowadzi do powstania zygoty. U grzybów wyższych po plazmogamii powstaje grzybnia dwujądrowa, a do kariogamii dochodzi znacznie później i tylko w strzępkach końcowych, w których następnie będą wytwarzane zarodniki.
Zobacz też
- gametangiogamia